# Північна Азія

Розташування Північної Азії

Північна Азія — субрегіон Євразії, що складається лише з азійської частини Росії (в період існування Російської імперії та СРСР — без Середньої Азії). У сучасній Росії це Уральський, Сибірський і Далекосхідний федеральні округи. 
У англомовних географічних джерелах поняття «Північна Азія» зустрічається з 1882 року.

## Адміністративний поділ
| Федеральний суб'єкт                       | Столиця                    | Площа км2  | Населення 2010 рік |
| ----------------------------------------- | -------------------------- | ---------- | ------------------ |
| Курганська область                        | Курган                     | 71,000     | 910,807            |
| Свердловська область                      | Єкатеринбург               | 194,800    | 4,297,747          |
| Тюменська область                         | Тюмень                     | 143,520    | 3,395,755          |
| Ханти-Мансійський автономний округ — Югра | Тюменьська                 | 534,800    | 1,532,243          |
| Челябінська область                       | Челябінськ                 | 87,900     | 3,476,217          |
| Ямало-Ненецький автономний округ          | Салехард                   | 750,300    | 522,904            |
| Уральський федеральний округ              | Єкатеринбург               | 1,818,500  | 12,080,526         |
| Республіка Алтай                          | Горно-Алтайськ             | 92,900     | 206,168            |
| Алтайський край                           | Барнаул                    | 168,000    | 2,419,755          |
| Іркутська область                         | Іркутськ                   | 774,800    | 2,248,750          |
| Кемеровська область                       | Кемерово                   | 95,700     | 2,763,135          |
| Красноярський край                        | Красноярськ                | 2,366,800  | 2,828,187          |
| Новосибірська область                     | Новосибірськ               | 177,800    | 2,665,911          |
| Омська область                            | Омськ                      | 141,100    | 1,977,665          |
| Томська область                           | Томськ                     | 314,400    | 1,047,394          |
| Республіка Тува                           | Кизил                      | 168,600    | 307,930            |
| Республіка Хакасія                        | Абакан                     | 61,600     | 532,403            |
| Сибірський федеральний округ              | Новосибірськ               | 4,361,800  | 17,178,298         |
| Амурська область                          | Благовєщенськ              | 361,900    | 830,103            |
| Республіка Бурятія                        | Улан-Уде                   | 351,300    | 971,021            |
| Єврейська автономна область               | Біробіджан                 | 36,300     | 176,558            |
| Забайкальський край                       | Чита                       | 431,900    | 1,107,107          |
| Камчатський край                          | Петропавловськ-Камчатський | 464,300    | 322,079            |
| Магаданська область                       | Магадан                    | 462,500    | 156,996            |
| Приморський край                          | Владивосток                | 164,700    | 1,956,497          |
| Республіка Саха                           | Якутськ                    | 3,083,500  | 958,528            |
| Сахалінська область                       | Южно-Сахалінськ            | 87,100     | 497,973            |
| Хабаровський край                         | Хабаровськ                 | 787,600    | 1,343,869          |
| Чукотський автономний округ               | Анадир                     | 721,500    | 50,526             |
| Далекосхідний федеральний округ           | Владивосток                | 6,952,600  | 8,371,257          |
| Північна Азія                             | –                          | 13,132,900 | 37,630,081         |